# Kotex
Kotex (рус. Ко́текс) — американский бренд средств менструальной гигиены, который включает в себя Kotex Maxi, тонкие и ультратонкие прокладки, тампоны Security и прокладки Lightdays. Принадлежит корпорации потребительских товаров Kimberly-Clark, работающей в более, чем 80 странах.

## История
Появление современных коммерческих одноразовых прокладок началось в конце девятнадцатого века с компаний Hartmann в Германии и Johnson & Johnson в США. В Великобритании фирма Southall Brothers & Barclay из Бирмингема рекламировала «гигиенические полотенца» в журналах Family Doctor и Home Medical Adviser в начале 1980-х годов.
В США бренд Kotex был запущен в 1920 году компанией Kimberly-Clark для использования остатков целлюлозы (волокна древесной целлюлозы) от повязок времён Первой мировой войны. Сотрудник отметил, что прокладки имели «хлопчатобумажную текстуру», которая была сокращена до «cot-tex», а затем придумал название продукта с альтернативным написанием.
В 1920-е годы компания Kimberly-Clark размещала рекламу Kotex в женских журналах Good Housekeeping и Ladies' Home Journal. Хотя некоторые читатели были оскорблены рекламой, успех продукта привёл к увеличению количества рекламы. Kimberly-Clark также продвигала Kotex в журнале Good Housekeeping, используя обозревателя интимных советов Мэри Полин Каллендер.
Первоначально средства Kotex продавались в больничной синей коробке по цене 60 центов за 12 штук. Викторианская мораль вызывала медленное признание до тех пор, пока Montgomery Ward не начал рекламировать Kotex в своём каталоге в 1926 году, достигнув 11 миллионов долларов продаж в 1927 году в 57 странах. Он стал одним из первых предметов самообслуживания в истории американской розничной торговли после того, как его стратегически разместили на столешницах со специальным платёжным ящиком, чтобы женщине не приходилось просить его у продавца и прикасаться к рукам. Tampax появился в 1936 году. Ремни были необходимы до 1970 года, когда были представлены Stayfree от Personal Products Co. и новые прокладки Freedom от Kimberly-Clark.
New Freedom — бывший бренд в семействе Kotex. New Freedom была одной из первых прокладок без ремней, изготовленных в начале 1970-х годов.

## Продукция
В августе 2009 года компания Kotex запустила премиальный суббренд под названием Kotex Luxe в Сингапуре. В 2011 году компания запустила U by Kotex Tween — продукты, предназначенные для девочек в возрасте от 8 до 12 лет в США.

## Отзыв и дефекты
В сентябре 2012 года компания Kimberly-Clark вынесла предупреждение о поставке отвергнутых тампонов Kotex, украденных и проданных населению. Компания заявила, что дефектные продукты представляют лишь незначительный риск для здоровья потребителей.
В декабре 2018 года компания Kimberly-Clark объявила об отзыве тампонов U by Kotex Sleek из-за того, что продукт иногда разрывался во время удаления, оставляя после себя фрагменты в организме, которые могли потребовать медицинской помощи для удаления.